# Sarawak United FC
Sarawak United Football Club ist ein Fußballverein aus Kuching (Sarawak). Die Mannschaft ist auch unter dem Namen The Golden Hornbill bekannt.

## Erfolge
- Malaysia FAM League

Vizemeister: 2018  ▲
- Malaysia Premier League

Vizemeister: 2021  ▲

## Namensänderungen
Der Verein wurde 1974 als Malaysia Malays' Football Association (Persatuan Bola Sepak Melayu Malaysia) (PBMM) gegründet.
| Jahr | Name                                                                                |
| ---- | ----------------------------------------------------------------------------------- |
| 2017 | Selangor Malays' Football Association (Persatuan Bola Sepak Melayu Selangor) (PBMS) |
| 2018 | Selangor United Football Club                                                       |
| 2020 | Sarawak United Football Club                                                        |

## Stadion
Seine Heimspiele trägt der Verein im Sarawak Stadium in Kuching (Sarawak), aus. Das Stadion hat ein Fassungsvermögen von 40.000 Personen.

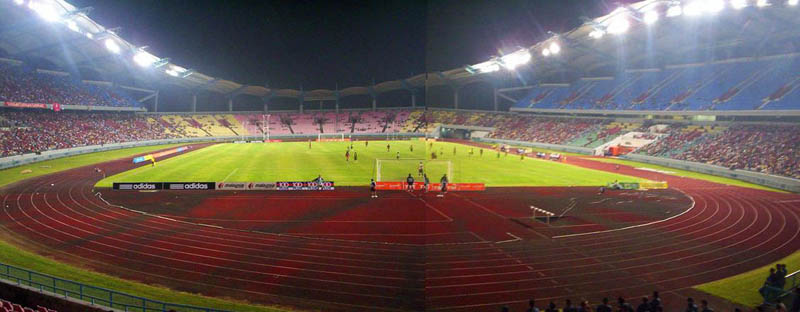
Sarawak Stadium

Koordinaten: 1° 35′ 18,8″ N, 110° 21′ 36,7″ O

## Trainerchronik
| Trainer                  | Nation   | von  | bis   |
| ------------------------ | -------- | ---- | ----- |
| Mohd Ali Khan Abdullah   | Malaysia | 2016 |       |
| Zulakbal Abdul Karim     | Malaysia | 2017 |       |
| Abdul Talib Sulaiman     | Malaysia | 2018 | 2019  |
| Elangowan Elavarasan     | Malaysia | 2020 | 2022  |
| Bhaskaran Sathianathan   | Malaysia | 2022 |       |
| Sithamparam Balachandran | Malaysia | 2022 | heute |

## Saisonplatzierung
| Saison | Līga                    | Platz         |
| ------ | ----------------------- | ------------- |
| 2016   | Malaysia FAM League     | 7. (Gruppe B) |
| 2017   | Malaysia FAM League     | 6. (Gruppe B) |
| 2018   | Malaysia FAM League     | 2. ▲          |
| 2019   | Malaysia Premier League | 9.            |
| 2020   | Malaysia Premier League | 10.           |
| 2021   | Malaysia Premier League | 2. ▲          |
| 2022   | Malaysia Super League   | 11. ▼         |
| 2023   | Malaysia M3 League      | 12.           |